# Адріан Конан Дойл
Адріа́н Ко́нан Дойл (англ. Adrian Conan Doyle) нар. 19 листопада 1910, Кроуборо, Суссекс, Англія — 3 червня 1970, Женева, Швейцарія) — молодший син шотландського письменника Артура Конан Дойла. Продовжував діяльність свого батька.
Разом з Джоном Карром, а також і без нього, Адріан Конан Дойл написав низку оповідань з персонажем Шерлоком Холмсом (див. нижче). Основою цих розповідей послужили згадки про справи Шерлока Холмса у творах його батька, не описані ним самим. Ці оповідання були написані у 1952 і 1953 роках, але опубліковані тільки 1954 року під назвою Подвиги Шерлока Холмса (The Exploits of Sherlock Holmes).
Адріан Конан Дойл написав також біографію свого батька «Щирий Конан Дойл». Захоплювався їздою на гоночних машинах.

### Оповідання проШерлока Холмса
Подвиги Шерлока Холмса (The Exploits of Sherlock Holmes)
- Адріан Конан Дойл і Джон Діксон Карр
  - «The Adventure of the Seven Clocks» (із: «Скандал у Богемії»)
  - «The Adventure of the Gold Hunter» (із: «П'ять апельсинових зерняток»)
  - «The Adventure of the Wax Gamblers» (із: «Скандал у Богемії»)
  - «The Adventure of the Highgate Miracle» (із: «Загадка Торського мосту»)
  - «The Adventure of the Black Baronet» (із: «Собака Баскервілів»)
  - «The Adventure of the Sealed Room» (із: «Палець інженера»)
- Адріан Конан Дойл
  - «The Adventure of the Foulkes Rath» (із: «Пенсне в золотій оправі»)
  - «The Adventure of the Abbas Ruby» (із: «Собака Баскервілів»)
  - «The Adventure of the Dark Angels» (із: «Випадок в інтернаті»)
  - «The Adventure of the Two Women» (із: «Собака Баскервілів»)
  - «The Adventure of the Deptford Horror» (із: «Чорний Пітер»)
  - «The Adventure of the Red Widow» (із: «Скандал у Богемії»)

### Твори, не пов'язані зШерлоком Холмсом
- Lone Dhow
- The Lover of the Coral Glades
- Heaven has Claws

| Письменник | Це незавершена стаття про письменника. Ви можете допомогти проєкту, виправивши або дописавши її. |